# Велика Острівня
Велика Острівня (рос. Большая Островня) — присілок в Дубровському районі Брянської області Російської Федерації.
Населення становить 482 особи. Входить до складу муніципального утворення Сещинське сільське поселення.

## Історія
Від 2005 року входить до складу муніципального утворення Сещинське сільське поселення.

## Населення
| 2010 | 2013 |
| ---- | ---- |
| 492  | ↘482 |